# Tetragnatha mexicana
Tetragnatha mexicana är en spindelart som beskrevs av Eugen von Keyserling 1865. Tetragnatha mexicana ingår i släktet sträckkäkspindlar, och familjen käkspindlar. Inga underarter finns listade i Catalogue of Life.